# Tapesia undulata
Tapesia undulata är en svampart som tillhör divisionen sporsäcksvampar, och som beskrevs av E.Bommer, M.Rousseau och Pier Andrea Saccardo. Tapesia undulata ingår i släktet Mollisia, och familjen Dermateaceae. Arten är reproducerande i Sverige.